# Tettigonia
A Tettigonia a fürgeszöcskék (Tettigoniidae) rendszertani családjának típusneme. Neve a kabócát jelentő görög tettix (τεττιξ) szóból ered. 

## Megjelenésük
A nembe tartozó szöcskék nagy, erőteljes rovarok, testhosszuk 28-42 mm közötti. Legtöbbjük fűzöld színű, de vannak közöttük barnák is. A szárnyak hossza változhat, pl. a zöld lombszöcske esetében a tojócsövet is meghaladja és az állat igen jól repül; ezzel szemben az éneklő lombszöcske szárnya alig éri el a potroh végét. Szárnyatlan vagy nagyon csökevényes szárnyú fajok nincsenek a csoportban. 
A hímek cercusai (potrohfüggelékei) hosszúak és egyenesek, a középső vagy bazális részükön jól látható foggal. A nőstények tojócsöve hosszú és egyenes, legalább két és félszer hosszabb a torpajzsnál. 

## Elterjedésük és életmódjuk
Az egész palearktikus régióban elterjedtek. Többnyire a füves élőhelyeket kedvelik. Egyes fajok, mint a zöld lombszöcske, generalisták, sokféle élőhelyen jól érzik magukat. Magyarországon három faj fordul elő: a zöld lombszöcske, a farkos lombszöcske és az éneklő lombszöcske.
Minden ide tartozó faj elsődlegesen ragadozó, kisebb rovarokat, lárvákat esznek. Ritkán puhább, lágyszárú növényeket is elfogyasztanak. 
A hímek a nyári délutánokon, estéken hangos ciripelnek és a territóriumukra tévedő többi hímet elkergetik. A nőstények 200-600 petét raknak. Lárváik hatszor vagy hétszer vedlenek. 

## Fajok

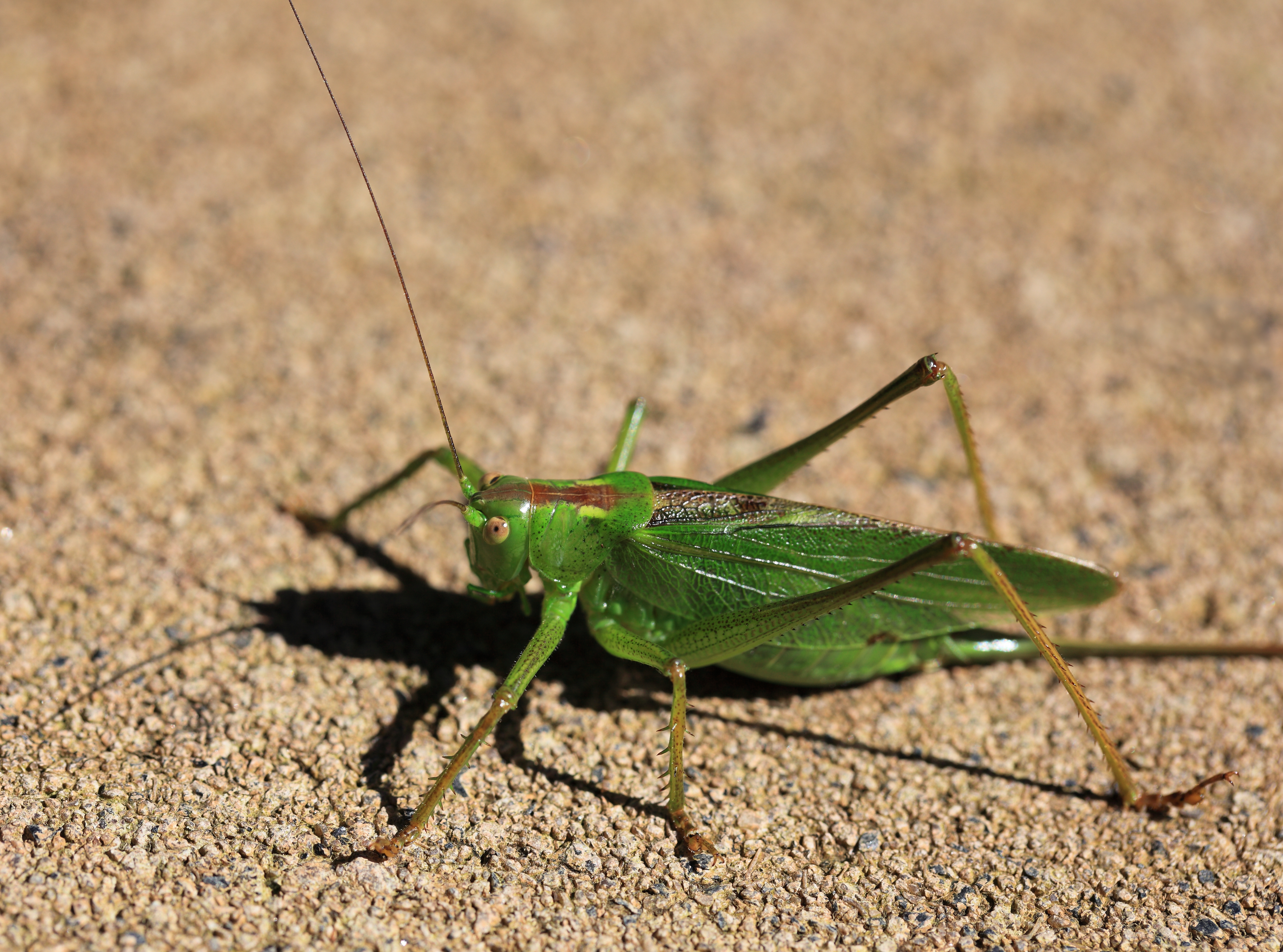
Tettigonia orientalis

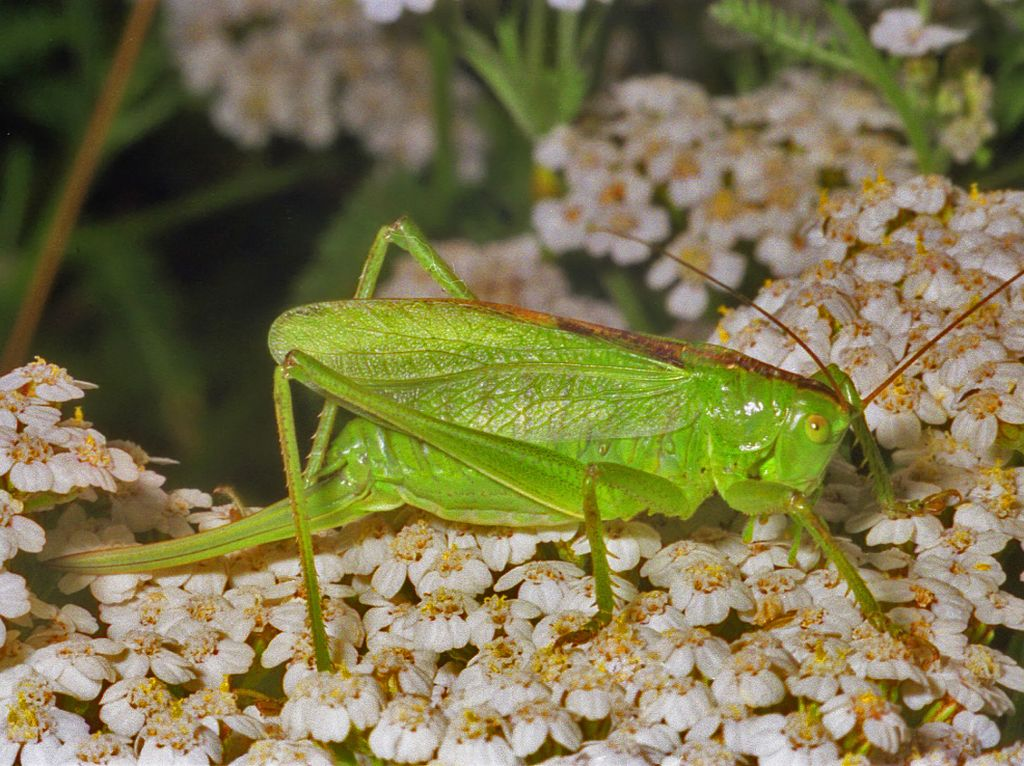
Éneklő lombszöcske

### Európai fajok
- Tettigonia cantans - éneklő lombszöcske (Európa, Szibéria, Kazahsztánig)
- Tettigonia caudata - farkos lombszöcske (Kelet-Európa, Nyugat- és Közép-Ázsia)
- Tettigonia viridissima  - zöld lombszöcske (Európa, Észak-Afrika, Nyugat- és Közép-Ázsia)
- Tettigonia hispanica (Spanyolország)
- Tettigonia longispina (Szardínia)
- Tettigonia silana (Olaszország)

### Európán kívüli fajok
- Tettigonia acutipennis (Kis-Ázsia)
- Tettigonia chinensis (Dél-Kína)
- Tettigonia dolichoptera (Délkelet-Ázsia, Korea)
- Tettigonia ibuki (Japán)
- Tettigonia krugeri (Líbia)
- Tettigonia longealata (Marokkó)
- Tettigonia lozanoi (Algéria, Marokkó)
- Tettigonia macrocephalus (Kirgizisztán)
- Tettigonia macroxipha (Marokkó)
- Tettigonia orientalis (Japán) (syn: Tettigonia yama)
- Tettigonia savignyi (Algéria, Egyiptom)
- Tettigonia tsushimensis (Japán)
- Tettigonia turcica (Kis-Ázsia)
- Tettigonia ussuriana (Kelet-Oroszországtól Észak-Kínáig és Koreáig)
- Tettigonia vaucheriana (Algéria, Marokkó)

## Fordítás
- Ez a szócikk részben vagy egészben  a   Heupferde című német Wikipédia-szócikk ezen változatának fordításán alapul.  Az eredeti cikk szerkesztőit annak laptörténete sorolja fel. Ez a jelzés csupán a megfogalmazás eredetét és a szerzői jogokat jelzi, nem szolgál a cikkben szereplő információk forrásmegjelöléseként.